# Duingen
Duingen är en kommun och ort i Landkreis Hildesheim i förbundslandet Niedersachsen i Tyskland.
Kommunen ingår i kommunalförbundet Samtgemeinde Leinebergland med ytterligare två kommuner.